# 영면
영면(令勉, 令免, ? ~ ?)은 전한 초기의 관료이다. 왕선겸은 혜제 때의 봉상 면과 동일인물로 추정하였다.

## 행적
문제 후6년(기원전 159년) 겨울, 흉노가 상군·운중을 침략하였다. 중대부 영면은 거기장군에 임명되어 비호(飛狐)에 주둔하고 소의·장무·주아부·유례·서한과 함께 응전을 준비하였으나, 몇 달 후 흉노가 돌아가니 모두 철수하였다.

## 출전
- 사마천, 《사기》 권10 효문본기
- 반고, 《한서》 권4 문제기

| 전임 장무 | 전한의 거기장군 기원전 159년 겨울 ~ ? | 후임 주아부 |